# لودفيك بنوا
لودفيك بنوا (بالبولندية: Ludwik Benoit)‏ هو مخرج وممثل بولندي، ولد في 18 يوليو 1920 في فاوكافيسك في روسيا البيضاء، وتوفي في 4 نوفمبر 1992 في وودج في بولندا. من الجوائز التي نالها Medal of the 10th Anniversary of People's Poland ‏.

## جوائز
- Medal of the 10th Anniversary of People's Poland [الإنجليزية]‏
- Medal of the 30th Anniversary of People's Poland [الإنجليزية]‏

## وصلات خارجية
- لودفيك بنوا على موقع IMDb (الإنجليزية)
- لودفيك بنوا على موقع أول موفي (الإنجليزية)
- لودفيك بنوا على موقع قاعدة بيانات الأفلام السويدية (السويدية)
- لودفيك بنوا على موقع قاعدة بيانات الفيلم (الإنجليزية)
- لودفيك بنوا على موقع كينوبويسك (الروسية)